# Laila Finska-Bezerra
Laila Maritta Finska-Bezerra est une rameuse finlandaise, née le 8 août 1968 à Maaninka.

## Biographie
Aux Jeux olympiques d'été de 1996 à Atlanta, elle termine troisième de la finale B de skiff (et douzième au classement général). Elle remporte son seul titre majeur aux Championnats du monde d'aviron 2000 à Zagreb en remportant la finale du skiff poids légers.